# Álvaro Escobar
Álvaro Escobar Rufatt (Washington D. C., 16 de diciembre de 1966) es un actor, conductor de televisión, abogado, periodista y político chileno. Fue diputado de la República de Chile por el Distrito n.º 20, que comprendía las comunas de Cerrillos, Estación Central y Maipú durante el período 2006-2010. 
Entre 2018 y 2020 presentó Rojo: El color del talento en TVN y desde febrero de 2016 presenta el programa Expreso Bío-Bío en Radio Bío-Bío. Anteriormente, entre 2013 y 2017, presentó el late show Más vale tarde en Mega, apodado como El nuevo tío conductor.

## Biografía
Álvaro   Rufatt es el segundo de tres hijos concebidos por Fernando Escobar y Cecilia Rufatt, nació en Estados Unidos el 16 de diciembre de 1966. Su educación prebásica, primaria y media la cursó en colegios de Washington, Ciudad de Panamá, Asunción y Santiago de Chile, donde egresó en 1984.
En 1981, obtuvo el título de Campeón Sub-16 del soccer norteamericano. Posteriormente, entre 1983 y 1984, formó parte de las divisiones inferiores de fútbol de la Universidad de Chile. Tras sufrir una grave lesión, tuvo que dejar este deporte.

### Estudios
En 1986, su compromiso con el convulsionado acontecer político de la época y su afán de contribuir a la recuperación de la democracia le aconsejaron ingresar a la Facultad de Derecho de la Universidad de Chile. Dos años después sería elegido secretario general de su Centro de Alumnos y haría parte del movimiento estudiantil que propiciaba la opción democrática para el plebiscito de 1988. Con ese fin, apenas unos meses antes del 5 de octubre, respondió al llamado del dirigente socialista Ricardo Lagos para inscribir un partido político instrumental, el Partido por la Democracia, destinado a velar por la transparencia del plebiscito.
En 1989 y 1990 fue precandidato a la presidencia de la Federación de Estudiantes de la Universidad de Chile (FECH) propiciando el mecanismo de elecciones primarias para definir a los candidatos a dirigir la organización estudiantil.
En 1990 egresa de la carrera de derecho y al año siguiente es aprobado como alumno regular en la carrera de actuación teatral en la academia dirigida por Fernando González. Simultáneamente, estudia para el examen de grado en Derecho que rinde un 25 de septiembre de 1992. Sumado a su memoria sobre Las vistas fiscales de la Real Audiencia del siglo XVII, obtiene el grado de licenciado en Ciencias Jurídicas y Sociales.

### Carrera en la actuación y los medios

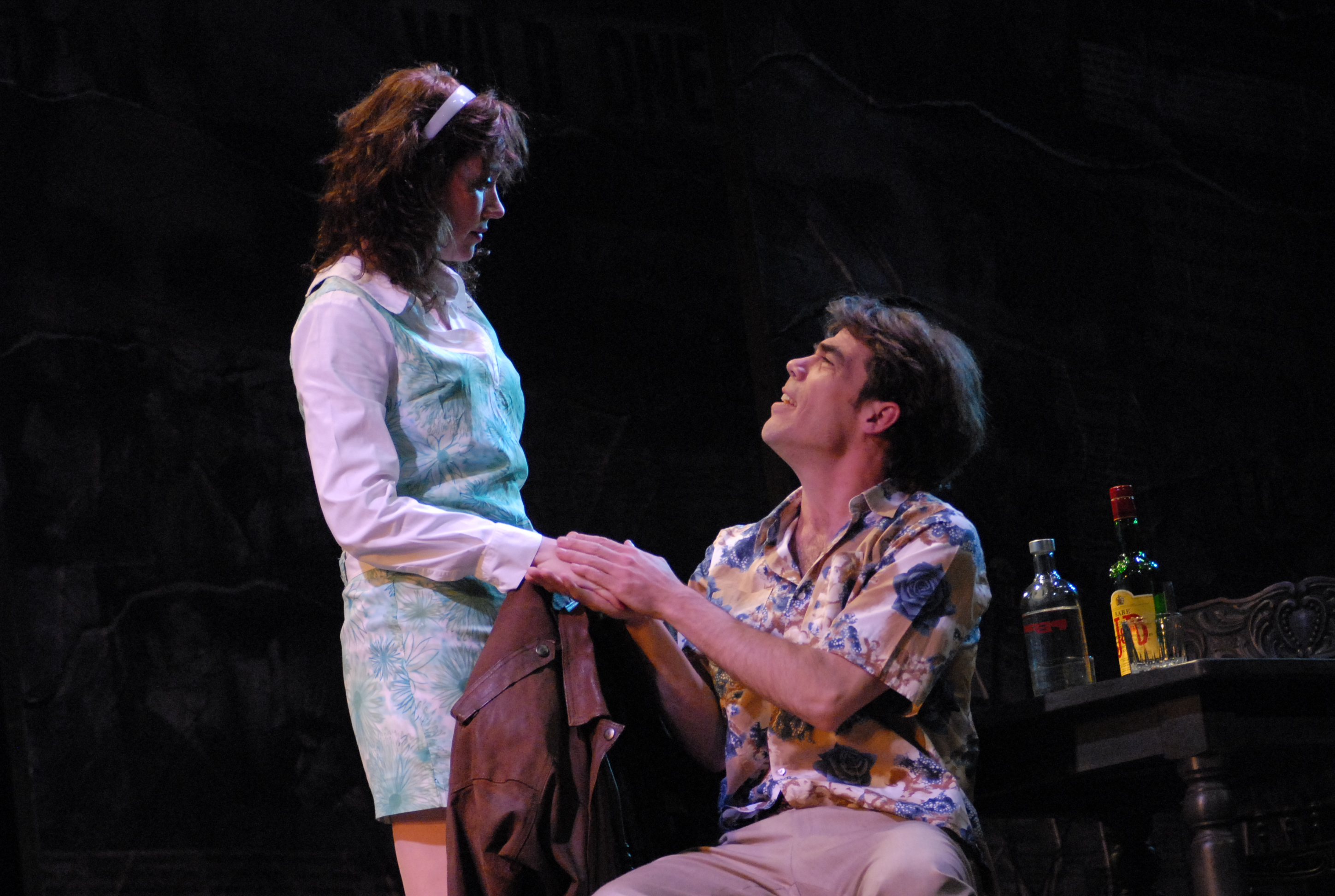
Junto a Javiera Contador actuando en el Teatro UC.

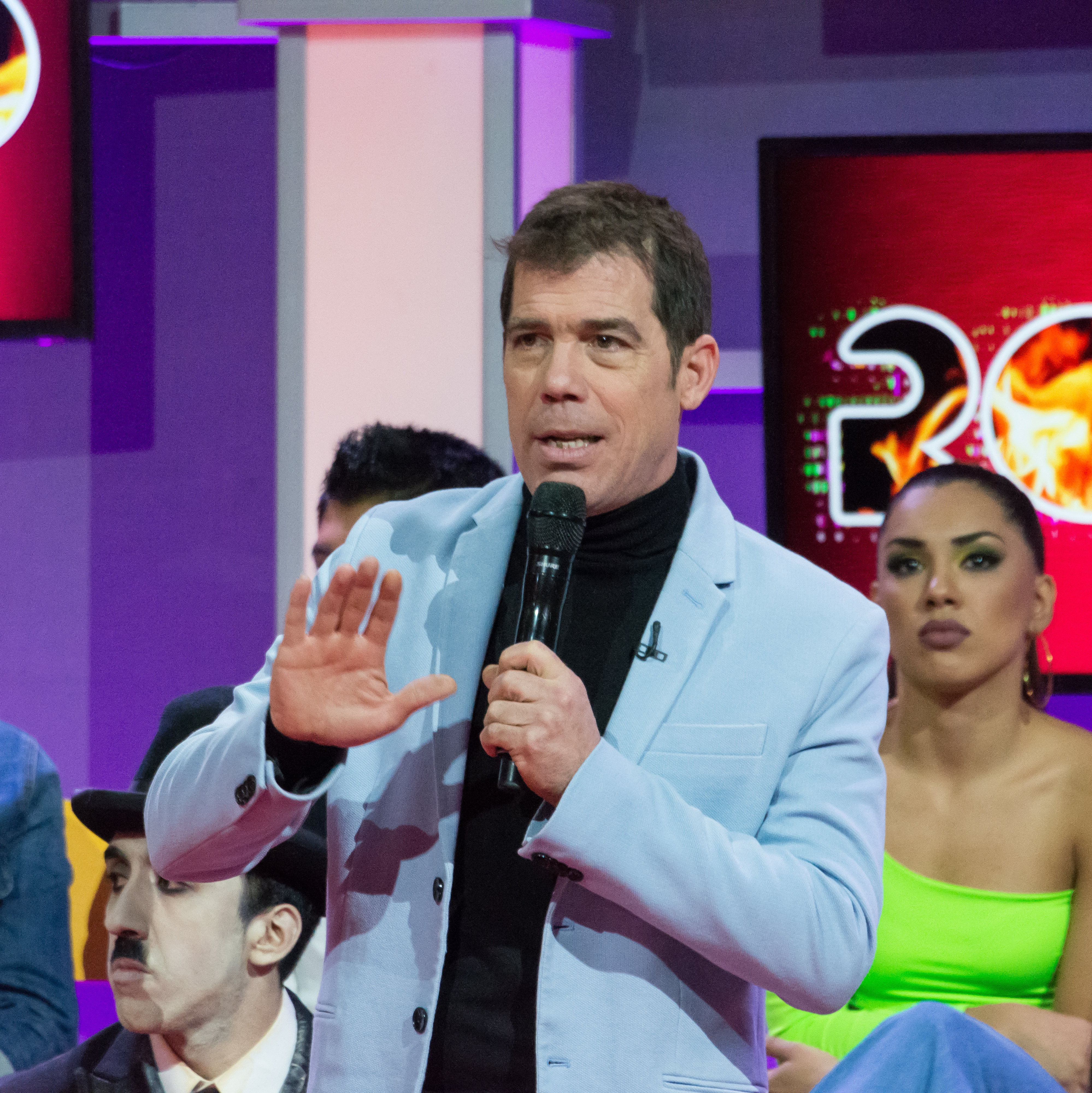
Escobar como animador del programa en 2019.

En 1992, mientras combinaba sus estudios de teatro con la práctica profesional de Derecho en la Corporación de Asistencia Judicial de San Antonio, es llamado a estrenar el área dramática de TVN para sus producciones del segundo semestre bajo la dirección de María Eugenia Rencoret. Entre 1992 y 1996, desarrolló una carrera que se concentró en el oficio de actuación a cámara, formando parte de producciones como Fácil de amar, Ámame, Champaña, Rojo y miel, Juegos de fuego y Loca piel.
En 1997, con el ánimo de contribuir a la diversificación de formatos de ficción en la televisión chilena, decide alejarse de las telenovelas y acompañar a Luis Alarcón, Patricia Rivadeneira y al director Joaquín Eyzaguirre en la primera serie policial chilena de producción independiente: Brigada Escorpión.
También realiza trabajos como conductor en Radio Concierto (1995-1998); debutando en las tablas con la obra pánica Fando y Lis (1998); incursionando en la música, a cargo de la percusión, guitarra acústica, lírica y líneas melódicas para la obra del grupo YUNKE (1998-2001); iniciando la realización del documental La memoria de la música (1998-2004); y compartiendo honores con Álvaro Rudolphy, Maribel Verdú y Carmen Maura en la cinta El entusiasmo de Ricardo Larraín (1998).
En 1998, Álvaro Escobar conduce la cobertura de Televisión Nacional de Chile para el concierto que el grupo irlandés U2 ofreció el 11 de febrero en el Estadio Nacional. En mayo hace lo propio para Vía X con la conducción del concierto de Metallica en Chile. En junio, viaja con El entusiasmo al Festival de Cannes y vuelve a Chile para reintegrarse al área dramática de TVN y combinar su actuación en la teleserie Aquelarre, su trabajo con Yunke y la conducción del programa Rocket para Vía X (1997-2000).
En el 2000 ficha en Canal 13, partiendo el año como jurado internacional del Festival de Viña del Mar y actuando en las producciones Sabor a ti (2000) y Piel canela (2001). Este último trabajo le valió una nominación de la Asociación de Periodistas de Espectáculos como mejor actor de reparto.
Desde 2001 hasta 2005 trabajaría en las radios Zero (2001) y de la Universidad de Chile (2002); también sería su debut como realizador de microdocumentales para el programa Día a día de TVN (2002); encabeza la conducción de los Premios Grammy Latino para TVN en 2002; una próspera “comisión de servicio” en el programa Rojo de TVN (2003); la conducción de los Carnavales Culturales de Valparaíso (2002 y 2003); la conducción de las galas en el programa Operación Triunfo de Mega y del programa Más allá del horizonte en Radio Horizonte (2003-2004), la posproducción del documental La memoria de la música, la conducción de Autopsia para Mega, la realización y conducción del programa Tráfico de influencias en UCV; y sus actuaciones en Justicia para todos, Tiempo final o Urgencias, y en obras de teatro como Tres versiones de la vida y Rompiendo códigos, por la que es nominado a los Premios Altazor y APES.
En mayo de 2006 recibe el Premio APES como Mejor Actor de Teatro. En 2011, vuelve a la televisión en la teleserie Témpano, además de protagonizar la primera teleserie chilena de las 15 horas, Esperanza, ambas en TVN.
En 2022, vuelve a Canal 13 para ser jurado del programa de imitacion Starstruck Chile.

## Carrera política

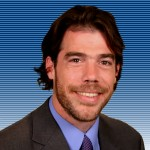
Foto oficial como diputado (2006).

En 2005 respondió al llamado de Michelle Bachelet para participar en las elecciones parlamentarias de ese año como candidato por el distrito 20 de Estación Central, Cerrillos y Maipú. Ganó un escaño con la primera mayoría relativa: un 42 %.
Desde el 11 de marzo de 2006 su trabajo en la Cámara de Diputados contó con una extensa agenda legislativa; la creación de una Comisión Permanente de Cultura y de las Artes; un productivo trabajo en la Comisión de Vivienda; la creación de una Comisión Especial de Libertad de Expresión; su contribución al trabajo legislativo de la Comisión de Medio Ambiente; la creación de una Comisión de Régimen Político; y un trabajo social para el distrito 20.

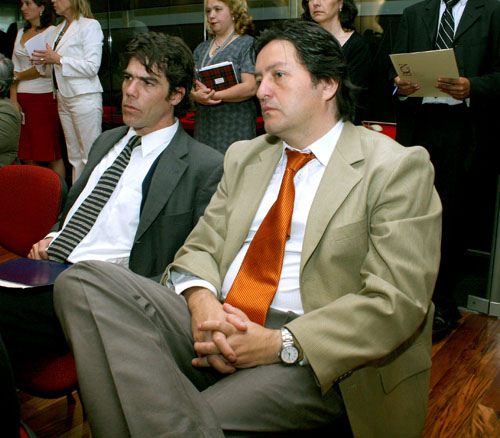
Escobar como diputado junto a Tucapel Jiménez.

En agosto de 2006, renuncia a su colectividad política cuando los parlamentarios de su bancada rechazan las proposiciones de la "Comisión Boeninger" para cambiar al sistema electoral binominal. Desde esa fecha y hasta el final del período legislativo, Álvaro Escobar permaneció como un diputado independiente afín a Michelle Bachelet. El 15 de enero de 2009, Álvaro Escobar propone al diputado socialista Marco Enríquez-Ominami como precandidato presidencial de la Concertación para los comicios presidenciales de diciembre de ese mismo año. Sin embargo, la renuencia de la coalición de gobierno a incluir a Enríquez-Ominami en la primaria interna que debía seleccionar al candidato presidencial del sector, llevaron a Álvaro Escobar y MEO a insistir en la carrera por la presidencia de Chile al margen de su histórica militancia en la Concertación de Partidos por la Democracia.
Por su parte, su calidad de figura central de apoyo a la candidatura de Enríquez-Ominami, obligaron a Escobar a inscribirse como candidato para repostularse como diputado y fortalecer la campaña presidencial en el distrito más grande de Chile. El 13 de diciembre, el diputado obtiene la segunda mayoría de votos, pero el sistema electoral binominal vigente lo hace perder en favor de Pepe Auth, candidato que obtuvo el tercer lugar y con quien había mantenido días antes una agria disputa, al ser en esa época el presidente del PPD.

## Vida personal
A comienzos de 1990, fue pareja de la actriz Amparo Noguera. Entre 1999 y 2000 fue pareja de Coca Gómez. El 7 de septiembre de 2007 nace Aurora, su hija junto a Paulina Aguilar.

## Televisión

### Como actor
Telenovelas
| Año       | Título          | Personaje              | Característica   | Canal    |
| --------- | --------------- | ---------------------- | ---------------- | -------- |
| 1992      | Fácil de amar   | Ernesto Alberti        | Papel secundario | Canal 13 |
| 1993      | Ámame           | Pablo De Bantes        | Papel secundario | TVN      |
| 1994      | Champaña        | Rodolfo Jurandir       | Papel secundario | Canal 13 |
| 1994      | Rojo y miel     | Felipe Bernhardt       | Papel secundario | TVN      |
| 1995      | Juegos de fuego | Gabriel Pereira        | Papel secundario | TVN      |
| 1996      | Loca piel       | Martín Page            | Papel principal  | TVN      |
| 1999      | Aquelarre       | Diego Guerra           | Papel principal  | TVN      |
| 2000      | Sabor a ti      | Tomás Sarmiento        | Papel principal  | Canal 13 |
| 2001      | Piel canela     | Robinson               | Papel principal  | Canal 13 |
| 2011      | Témpano         | Marcos Fuentealba      | Invitado         | TVN      |
| 2011-2012 | Esperanza       | Juan Pablo Marticorena | Papel principal  | TVN      |

Series y unitarios
| Año       | Título                               | Personaje           | Característica  | Canal |
| --------- | ------------------------------------ | ------------------- | --------------- | ----- |
| 1997      | Brigada Escorpión                    | Ignacio Lobos       | Papel principal | TVN   |
| 2002      | La vida es una lotería               | Martín Bianchi      | Papel episódico | TVN   |
| 2003–2006 | JPT: Justicia Para Todos             | Esteban Pérez       | Papel principal | TVN   |
| 2005      | Tiempo final: en tiempo real         | Roberto             | Papel principal | TVN   |
| 2012      | El diario secreto de una profesional | Manuel Ibáñez       | Papel episódico | TVN   |
| 2013      | Bim Bam Bum                          | Marcial Vergara     | Papel episódico | TVN   |
| 2015-2016 | Familia moderna                      | Juan Pablo Letelier | Papel principal | Mega  |

### Como presentador
Programas
| Año       | Título                     | Rol       | Canal    |
| --------- | -------------------------- | --------- | -------- |
| 1997–2000 | Rocket                     | Conductor | Vía X    |
| 2002      | Día a día                  | Panelista | TVN      |
| 2002      | Premios Grammy Latino      | Conductor | TVN      |
| 2002      | Rojo fama contrafama       | Conductor | TVN      |
| 2003      | Operación Triunfo          | Conductor | Mega     |
| 2004      | Tráfico de influencias     | Conductor | UCV TV   |
| 2011      | El experimento             | Jurado    | TVN      |
| 2012      | Divididos                  | Conductor | TVN      |
| 2012      | Memorias del Rock Chileno  | Conductor | Canal 13 |
| 2013–2017 | Más vale tarde             | Conductor | Mega     |
| 2018      | Grandes Pillos             | Conductor | CHV      |
| 2018–2019 | Rojo, el color del talento | Conductor | TVN      |
| 2020      | Festival de Olmué          | Conductor | TVN      |
| 2021      | Starstruck Chile           | Jurado    | Canal 13 |

## Comerciales de televisión
- Lipigas (2013) - Protagonista

## Historial electoral

### Elecciones parlamentarias de 2005
- Elecciones parlamentarias de 2005 a Diputado por el distrito N.°20 (Maipú, Estación Central y Cerrillos)[14]

### Elecciones parlamentarias de 2009
- Elecciones parlamentarias de 2009 a DIputado por el distrito N.°20 (Maipú, Estación Central y Cerrillos)[15]